# FC Xakhtar Donetsk
|  | Aquest article tracta sobre el club de futbol. Vegeu-ne altres significats a «Donetsk (desambiguació)». |

El FC Xakhtar Donetsk (ucraïnès: Шахта́р Донецьк) és un equip de futbol de la ciutat de Donetsk, a Ucraïna. Actualment milita en la Lliga premier d'Ucraïna, la categoria més alta en el futbol d'aquest país. El 2014, a causa de la guerra al Donbàs, el club es va veure forçat a traslladar-se a Lviv, i va jugar partits a Lviv (2014–2016) i posteriorment a Kharkiv (2017–2020) mentre mantenia el quarter general i les instal·lacions d'entrenament a Kíiv. El maig de 2020, el Xakhtar va començar a jugar els partits com a local a l'Estadi Olímpic de Kíiv.
El Xakhtar ha jugat en diverses competicions europees, i sovint participa a la UEFA Champions League. El club va esdevenir el primer club de l'Ucraïna independent a guanyar la Copa de la UEFA el 2009, l'últim any abans que la competició fos renovada com a Lliga Europa. El FC Xakhtar Donetsk és un dels dos clubs ucraïnesos, (l'altre és el FC Dinamo de Kíev), que ha guanyat una de les principals competicions de la UEFA.

## Història
L'equip ha rebut diversos noms al llarg de la seua història:
- 1936: Stakhanovets Stalino
- 1946: Xakhtior Stalino
- 1963: Xakhtior Donetsk
- 1992: FC Xakhtar Donetsk

Va ser fundat en maig de 1936 i va rebre la primera denominació de Stakhanovets en honor del llegendari miner Aleksei Stakhànov. El primer èxit per al club va arribar al 1951, quan va assolir el tercer lloc al campionat soviètic.
A començaments dels anys 60, l'equip, entrenat per Oleg Oixenkov van ser tres voltes finalistes de la Copa soviètica, guanyant dues vegades.
Però, els major exits del club arribaren a mitjans dels 70. En 1975, queda segon a la Lliga i es classifica per a competir en Europa. El 1978, en quedarà tercer, a l'any següent, tornarà a quedar segon en un equip en el qual destaca el davanter Vitali Starukhin, reconegut com millor atacant soviètic d'eixa temporada amb 26 gols.
Va tornar a imposar-se dues vegades en la Copa de l'URSS, i el 1983, va endur-se la Supercopa de l'URSS davant del FC Dnipro Dnipropetrovsk.
Ja a la lliga Ucraïnesa, ha estat a l'ombra del Dinamo de Kíev, però a partir del 2000, l'equip de Donetsk torna a la primera plana i s'imposa fins a tres voltes a la Lliga, que se sumen a les 5 copes d'Ucraïna. Això els obri les portes de la Lliga de Campions.
Precisament, a la Champions del 2006-07, va quedar 2r de la primera fase, qualificant-se per seguir en la UEFA Cup, on cauria a vuitens de final davant del futur campió, el Sevilla.

## Palmarès

### Tornejos nacionals
- Lliga premier d'Ucraïna (15): 2002, 2005, 2006, 2008, 2010, 2011, 2012, 2013, 2014, 2017, 2018, 2019, 2020, 2023, 2024.
- Copa d'Ucraïna (15): 1995, 1997, 2001, 2002, 2004, 2008, 2011, 2012, 2013, 2016, 2017, 2018, 2019, 2024, 2025.
- Supercopa d'Ucraïna (9): 2005, 2008, 2010, 2012, 2013, 2014, 2015, 2017, 2021.
- Copa de l'URSS (4): 1961, 1962, 1980, 1983.
- Supercopa de l'URSS (1): 1983.

### Tornejos internacionals
- Copa de la UEFA (1): 2008-09.

## Jugadors destacats
- Víktor Txànov
- Yuriy Degterev
- Anatoly Konjkov
- Valery Lobanovsky
- Vitali Starukhin
- Serhiy Atelkin
- Oleh Matviiv
- Serhiy Popov
- Serhí Rebrov
- Anatoli Timosxuk
- Hennady Zubov
- Yuri Virt
- Andriy Vorobey
- Olexandr Hladky
- Viatxeslav Sviderski
- Andriy Pyatov
- Dmitrò Txigrinski
- Elano
- Matuzalem
- Brandão
- Ilsinho
- Julius Aghahowa
- Emmanuel Okoduwa
- Isaac Okoronkwo
- Ciprian Marica
- Flavius Stoican
- Andrei Kantxelskis
- Víktor Onopko
- Predrag Pažin
- Cristiano Lucarelli
- Jan Laštůvka

## Entrenadors
- Oleg Oshenkov (1960-1969)
- Oleh Bazilevich (1972-1973)
- Víktor Nòssov (1979-1985)
- Oleh Bazilevich (1986)
- Valeri Iaremchenko (1989-1994, 1996-1999)
- Anatoli Bishovets (1999)
- Víktor Prokopenko (1999-2001)
- Valeri Iaremchenko (2001-2002)
- Nevio Scala (2002)
- Bernd Schuster (2003-2004)
- Mircea Lucescu (2004-2016)
- Paulo Fonseca (2016–2019)
- Luis Castru (2019–2021)
- Roberto De Zerbi (2021–2022)
- Ihor Iovićević (2022–)